# Ardea bennuides
Az Ardea bennuides a madarak (Aves) osztályának gödényalakúak (Pelecaniformes) rendjébe, ezen belül a gémfélék (Ardeidae) családjába tartozó faj.

## Megjelenése
Magassága 2 m, szárnyfesztávolsága elérte a 2,7 métert. Nagyobbra nőtt, mint a ma élő legnagyobb gémféle, az óriásgém. 

## Folklór
Állitólag az Ardea bennuides-ről mintázták az egyiptomi mitológiában szereplő Bennut.

## Lelőhelye
Maradványait az Egyesült Arab Emírségek területén találták meg.

## Fordítás
Ez a szócikk részben vagy egészben  a   Bennu heron című angol Wikipédia-szócikk ezen változatának fordításán alapul.  Az eredeti cikk szerkesztőit annak laptörténete sorolja fel. Ez a jelzés csupán a megfogalmazás eredetét és a szerzői jogokat jelzi, nem szolgál a cikkben szereplő információk forrásmegjelöléseként.